# Zaptivka
Zaptivka ili meka brtva je vrsta brtve koja se izrađuje uglavnom od gume, polimernih materijala (teflon, polietilen, polivinilhlorid, poliamid), biljnih i životinjskih vlakana, papira, kartona, pluta, grafita, troskine vune i slično.
Razlikuju se brtve mirujućih i pomičnih spojnih delova te dodirne i bezdodirne brtve. Za brtvljenje mirujućih ravnih delova (statičko brtvljenje) koriste se dodirne plosnate brtve, a moguće je i brtvljenje bez brtvi ako se naležne površine kvalitetno obrade. Za mirujuće kružne i cilindrične delove uzimaju se prstenovi od gume kružnog preseka, takozvani O-prstenovi i profilne dodirne brtve. Za brtvljenje pomičnih delova (dinamičko brtvljenje), na primer pomičnih poluga i šipki, osovina ili vratila, služe opružni prstenovi, meke stisljive brtve, manšete i profilne brtve. Za takvo brtvljenje služi na primer simering (po austrijskom izumitelju Valteru Simeru, 1888–1986), kojim se brtvi mesto prodora vratila, osovine i slično kroz kućište; obično je to gumeni prsten s prstenastom oprugom koja se priljubi uz rotirajući deo.
Zaptivke za specifične primene, kao što su parni sistemi visokog pritiska, mogu da sadrže azbest. Međutim, zbog opasnosti po zdravlje povezane sa izloženošću azbestu, materijali za brtve bez azbesta se koriste kad god je to praktično.

## Materijali za izradu brtava
Glavni izvorni materijali za izradu brtava (brtvila) jesu koža, biljna i sintetska vlakna i njihove prerađevine, pluto, vulkanfiber, troskina vuna, kaučuk, guma, papir, karton i različite plastične mase, grafit i drugi materijali na bazi ugljika, metali i tako dalje. U izradi brtava ovi se materijali često kombinuju međusobno i s drugim materijalima.

### Papiri i kartoni
Papiri i kartoni generalno su previše porozni, da bi se mogli upotrebiti kao samostalna brtvila. Svojstva im se poboljšavaju impregnacijom uljima, smolama, kaučukovim lateksom. Manje prikladni impregnant za tu svrhu jeste firnis, jer čini proizvode neelastičnim.

### Koža
Koža uštavljena kako biljnim tako i hromnim štavilima takođe je srazmerno porozna. Da bi se učinila nepropusnom za brtvljenje, impregnira se voskovima, smolama i tečnim sintetskim impregnantima. Prednost su joj prilična otpornost prema trošenju, delovanju masti, benzina, slabim kiselinama i tečnostma koje sadrže sumpor, a za neke svrhe i srazmerno mali koeficijent trenja. Nedostaci kože kao brtvila jesu slaba toplotna postojanost, zbog čega se ne sme upotrebiti u dodiru s vodenom parom, i velika osetljivost prema lužinama. Najviše se upotrebljava za izradu manžetnih brtava, i to za niske pogonske temperature.

### Biljna vlakna
Biljna vlakna (kudjelja, juta, pamuk, drvno vlakno) služe za proizvodnju jeftinih brtava za lakše pogonske uslove. Pri tome se impregniraju različitim sredstvima (na primer neoprenom).

### Pluta
Pluta se za izradu brtava upotrebljava u prirodnom stanju ili se melje, pa se od dobijenog brašna izrađuju proizvodi vrućim pritiskama s različitim elastomerima (na primer proteinskim i sintetskim elastomerima). Glavne prednosti brtava od tih materijala jesu kompresibilnost (stišljivost) bez puzanja i otpornost prema delovanju ulja (do 120 °C; međutim iznad 70 °C pluta postaje plastična), a za određene svrhe i srazmerno visoki koeficijent trenja. Nedostaci pluta kao brtvila jesu neotpornost na delovanje kiselina i lužina, korozivni uticaj na legure aluminijuma i magnezijuma i na nerđajuće čelike. Osim toga pluta ne podnosi visoku temperaturu. Plutene brtve upotrebljavaju se za brtvljenje površina izloženih velikim deformacijama, te među površinama od stakla i keramike.

### Pust ili filc
Pusteni materijali od prirodnih i sintetskih vlakana služe za dobivanje brtava impregnacijom s različitim vezivima koja ih čine nepropusnim. Hemijski i toplotno vrlo otporne brtve dobivaju se od poliesterskih pustenih materijala impregniranim teflonom.

### Vulkanfiber
Vulkanfiber je veštačka masa od presovanih listova papira natopljenih u cink hloridu i služi za proizvodnju brtvila u obliku ploča impregniranih ili obloženih elastomerima. Prednosti brtvila od vulkanfibera jesu srazmerna tvrdoća, savitljivost, žilavost i dobra obradivost. Nedostatak vulkanfibera kao brtvila jest njegova higroskopnost i bubrenje upijanjem vode.

### Troskina vuna
Troskina vuna može se u nekim slučajevima upotrebiti kao toplotno vrlo otporno brtvilo. Međutim, njena upotreba za te svrhe vrlo je ograničena njenom vrlo malom mehaničkom otpornošću.

### Stakleno predivo
Stakleno predivo impregnirano teflonom je brtvilo koje uz visoku toplotnu ima i potrebnu mehaničku otpornost.

### Azbest
Azbest je štetan materijal za zdravlje, a nekad se dosta upotrebljavao. On nije prikladan za upotrebu kao samostalno brtvilo, jer je porozan, a i mehanička svojstva su mu slaba. Da bi se učinio čvršćim, armirao se na primer lanenim (za niže temperature) i bakrenim (za više temperature) nitima. Da bi se učinio nepropusnim impregnirao se najčešće elastomerima dobivenim od prirodnih i sintetskih kaučuka. Usprkos navedenim nedostatcima, azbest se vrlo mnogo upotrebljavao za izradu brtava i brtvila, jer je toplotno vrlo otporan. Najpoznatija azbestna brtvila jesu „it ploče”, trake, pletenice, a od brtava pleteni prstenovi. Već prema materijalima upotrebljenim za armiranje i impregnaciju ti su proizvodi do 270 °C.
Brtvilo takve vrste poznato je pod nazivom klingerit (po prvom proizvođaču, austrijskoj firmi R. Klinger). Klingerit u različitim svojim oblicima jeste smeša vlaknastog azbesta (od 60 do 90%), gume (od 8 do 12%) i nekih mineralnih dodataka, koji se prešaju u obliku ploča. Može podneti srazmerno vrlo visoke temperature, pa se upotrebljava za brtvljenje spojeva u dodiru s vlažnom i pregrejanom vodenom parom pod pritiskom, s vrućom vodom, zatim za brtvljenje spojeva u dodiru sa stlačenim (kompriminovanim) plinovima, derivatima nafte, kiselinama i uljem.

### Guma
Guma je upotrebljiva kao samostalno brtvilo u velikom broju slučajeva. Glavna je njena odlika što se može vrlo lako elastično deformisati i time prilagoditi obliku brtvene površine već pod malim pritiscima. Ta i ostala njena mehanička, a i hemijska svojstva zavise od elastomera koji čine njenu temeljnu materiju, i od vrste dodataka, punila i materijala kojima može biti armirana. U pogledu hemijske otpornosti gume kao brtvila, obično se razlikuju tipovi neotporne i otporne gume prema delovanju derivata nafte. Pod toplotno otpornim gumama podrazumevaju se otporne na srednje temperature. Naročito su toplotno otporne gume dobijene od silikonskih kaučuka, koje su postojane od - 90 °C do + 250 °C. I ostala svojstva tih guma izuzetno su povoljna. Osim kao samostalno brtvilo, guma je važna i kao sastojak drugih brtvila. Guma se može ubaciti (inkorporirati) u brtvila impregnacijom tih brtvila kaučukom i zatim vulkanizacijom, ali i kao posebna obloga.

### Plastične mase
Od plastičnih masa za izradu brtvila i brtava upotrebljavaju se mase izrađene na bazi termoplasta, najviše polietilena, polivinilhlorida, poliamida. Brtve od tih materijala obično se izrađuju presovanjem ili brizganjem. Pri tome im se mehanička svojstva mogu poboljšati armiranjem metalnim žicama ili tekstilnim predivom. Za primenu brtvila i brtava od plastičnih masa važno je kakvoj će vrsti opterećenja oni biti izloženi, jer im je čvrstoća veoma zavisna od toga (tako im je na primer čvrstoća na izmenično-promenjivo savijanje svega 15 do 29% od statičke čvrstoće na savijanje, koja se nalazi u granicama od 90 do 120 N/mm²). Osim toga, čvrstoća im je veoma zavisna i od temperature. Zavisnost njihove deformacije od naprezanja nije linearna. Granica elastičnosti im je ispod 40 N/mm².
Posebno mesto među termoplastima za brtve i brtvila zauzima teflon. Njegove prednosti su velika hemijska stabilnost i postojanost na niskim i visokim temperaturama. Upotrebljiv je za brtvljenje na temperaturama koje vladaju u postrojenjima koja rade s tečnim vazduhom i azotom, kao i u onima s srazmerno visokim temperaturama od 250 do 280 °C. Generalni nedostatak teflona, što se teško obrađuje, dolazi do izražaja i u ovom području primene. Lakše se obrađuje nejmu srodni termoplast, takozvani hostaflon. On ima i bolja mehanička svojstva, ali je njegova hemijska postojanost manja.
Važna svojstva grafita kao brtvila jesu njegova toplotna postojanost (do 800 °C) i hemijska otpornost, a i dobro antifrikcijsko delovanje. Međutim, njegova ostala mehanička svojstva nisu povoljna. Kao samostalno brtvilo dobro se može upotrebiti za brtvljenje spojeva s malim pristupom vazduha među dosednim površinama, naročito među navojima.
Od ostalih materijala na bazi ugljenika kao brtvila u obzir dolaze proizvodi dobijeni od usitnjenih materija s velikim sadržajem ugljenika i pomoću različitih veziva (takozvani veštački ugljeni). Oni imaju znatno veću čvrstoću, a ostala svojstva slična svojstvima grafita. Dosta se upotrebljavaju u izradi takozvanih samopodmazivih brtava.

## Vrste brtvljenja
Podela područja brtvljenja može se izvesti s obzirom na to, da li se radi o brtvljenju dodirom (dodirnom brtvljenju) ili bez toga, da li se radi o brtvljenju spojeva s delovima koji se nalaze u relativnom mirovanju ili kretanjua, ili kombinirajući ta dva načela. Zbog specifičnosti njegove funkcije, posebno je izdvojeno zaštitno brtvljenje, pa su u to uključeni i slučajevi primene dodirnog brtvljenja među pokretnim delovima u takve svrhe i, iz istih razloga, još i čitavo područje bezdodirnog brtvljenja. Takođe je posebno izdvojeno i brtvljenje mehovima i membranama, iako ono često ima samo zaštitnu funkciju.
Brtvljenje među delovima koji miruju može se izvesti već navedenim načinom bez brtava, uz prikladnu obradu dosednih površina koja obuhvaća fino struganje, brušenje i lepanje. Prednosti takvog načina brtvljenja jesu mogućnost čestog rastavljanja i sastavljanja spojeva, pri čemu, kako nema brtve, nema ni mogućnosti njenog oštećivanja, niti opasnosti od međusobnog nepovoljnog delovanja brtve i medija. Nedostatak ovog načina brtvenja jeste potreba velikih steznih sila za sigurnost spoja.
Još jedan način brtvljenja među mirujućim delovima bez posebno izrađenih brtava jeste gitovanje. Gitovi koji se pri tome upotrebljavaju kao brtvila mogu biti različitog sastava. Pri tome se često upotrebljavaju i različiti ulošci.
Brtve izrađene za dodirno brtvljenje među delovima koji miruju mogu se podliti na pljosnate, profilne i brtve za naglavke (kolčake). Zbog naročitih zahteva koje moraju zadovoljavati, brtve za visoke pritiske ili vakuume razmatraju se posebno. Sve ove brtve imaju prstenasti oblik. Izrađuju se u komadu ili sastavljaju od traka. Sastavljanje traka se upotrebljava za brtvljenje rastavljivih spojeva, uglavnom pomoću prirubnica na cevima, zatim spojeva aparata, spremnika (rezervoara) i slično.

### Brtve pljosnatog oblika
Brtve plosnatog oblika ili plosnate brtve mogu biti takozvane meke, slojevite i tvrde. Najčešći materijal mekih brtava je guma, a sadrži i manje količine drugih materija, kad to dopuštaju pogonske temperature, a traži se dobra prilagodljivost dosednih površina.
Osnovni materijal slojevitih brtava takođe je mekan i elastičan, ali one imaju uloške koje ih čine čvršćim, ili obloge koje ih čine hemijski postojanim. Kombinacija materijala kojima se to postiže vrlo su brojne. Jedna od takvih brtava s metalnom jezgrom i teflonskom oblogom. Takozvani kostur metalnih slojastih brtava, koji treba preuzeti mehanička opterećenja, izrađen je od metala i ispunjen brtvilom.

### Profilne brtve
Profilne brtve su brtve koje se, kad su u neopterećenom stanju, dodiruju s brtvenim površinama samo na nekoj liniji. Pri upotrebi ovih brtava brtvene površine nastaju istom pri deformacijama koje su posledica stezanja. Pri tome se razlikuju brtve koje se deformiraju elastično, one koje se deformiraju plastično, kao i one koje se deformiraju pretežno elastično, odnosno plastično. Takođe se razlikuju meke i tvrde profilne brtve.

#### Meke profilne brtve
Meke profilne brtve (takozvani O-prstenovi) s elastičnim deformacijama su prstenovi od gume dobijene od različitih sintetskih kaučuka, već prema zahtevima koji se postavljaju s obzirom na njihove toplotne postojanosti i prema pritiscima u pogonu. Zbog nestišljivosti gume za ispravnu ugradnju ovih brtava mora biti osiguran dovoljan prostor za deformaciju. Utori za njihovu ugradnju mogu imati različite oblike.

### Brtve za naglavke
Brtve za naglavke na cevima razlikuju se već prema tome, da li spoj treba da bude elastičan ili krut. Za brtvljenje elastičnih spojeva kod cevi s naglavcima upotrebljavaju se prstenaste gumene brtve, koje se pri ugradnji (montaži) utiskuju u kružni prostor između naglavka jedne i ravnog kraja druge cevi. Ovo brtvljenje dopušta određenu kutnu pokretljivost delova u spoju i njihove male uzdužne pomake.
Kruto spajanje cevi s naglavcima danas se većinom izvodi kao nerastavljivo (zavarivanjem, lemljenjem, lepljenjem). Pri tome brtvljenje ne dolazi u obzir. Međutim, rastavljivo kruto spajanje naglavcima uz primenu brtvljenja zadržalo se u nekim slučajevima. Tako se, na primer, vodovodne cevi od sivog liva često brtve takozvanim podbijenim brtvama. One se obično sastoje od jutenih ili kudeljnih pletenica natopljenih katranom, bitumenom ili lojem, utisnutih među zidove naglavka i ravnog dela cevi, i olova (ili asfalta) s kojim su podbijene, odnosno zalivene s vanjske strane, da bi se održale pod pritiskom. Brtve se i plinske cevi s naglavcima s navojem. Za to se upotrebljava brtvilo od kudjeljnog vlakna natopljeno minijumom ili kitom za brtvljenje.

### Brtvljenje vakuuma
Cilj brtvljenja spojeva uređaja i instalacija u kojima vlada vakuum jest da se spreči štetno prodiranje vazduha u njih. Za brtvljenje vakuuma do oko 98% mogu se upotrebiti brtvila koja se upotrebljavaju i za brtvljenje pri pritiscima koji se upotrebljavaju i za brtvljenje pri pritiscima iznad atmosferskog, ako su ostali uslovi jednaki. Pri tome dolaze u obzir plosnate i posebno profilirane brtve od elastičnih materijala. Najveće opterećenje gumenih profiliranih brtava za spojeve izložene delovanju vakuuma, koji se često rastavljaju, ne treba prelaziti 2,5 N/mm², dok se inače dopušta 4 N/mm², zavisno od kakvoće gume. Jedan od načina brtvljenja pri još nižim pritiscima je pomoću brtvene tečnosti.

## Literatura
- Bickford, John H.: An Introduction to the Design and Behavior of Bolted Joints, 3rd ed., Marcel Dekker, 1995, pp. 5
- Latte, Dr. Jorge and Rossi, Claudio: High Temperature Behavior of Compressed Fiber Gasket Materials, and an Alternative Approach to the Prediction of Gasket Life, FSA presented Paper, 1995, pp. 16